# ميليسا رايموند
ميليسا رايموند (27 أغسطس 1980 - ) هي لاعبة كرة طائرة كندا.

## وصلات خارجية
- ميليسا رايموند على موقع عالم الكرة الطائرة (الإنجليزية)